# VII съезд РКП(б)
VII съезд Росси́йской коммунисти́ческой па́ртии (большевико́в) — экстренный съезд, состоявшийся 6—8 марта 1918 года в Петрограде. В работе съезда участвовало 47 делегатов с решающим и 59 с совещательным голосом более чем от 170000 членов партии. Ввиду экстренного созыва съезда и оккупации германскими войсками части территории Советской России многие партийные организации не смогли прислать делегатов. Но так как было представлено более половины членов партии, насчитывавшихся в ней к предыдущему, VI съезду, согласно Уставу съезд был правомочным. Работой съезда руководил В. И. Ленин, который выступил на заседаниях 18 раз, в том числе с докладами по основным вопросам.

Съезд проходил в условиях строжайшей конспирации, его протоколы были впервые опубликованы только в 1923 году.

## Порядок дня
- Отчёт ЦК (докладчики В. И. Ленин и Я. М. Свердлов);
- Вопрос о войне и мире (докладчики В. И. Ленин и Н. И. Бухарин);
- Пересмотр программы (докладчики В. И. Ленин и Н. И. Бухарин)
- Переименование партии (докладчик В. И. Ленин);
- Организационные вопросы (докладчик Г. Е. Зиновьев);
- Выборы.

## Решения съезда
В политическом отчёте Ленин дал анализ международного и внутреннего положения страны. Основное внимание он сосредоточил на защите и обосновании решения ЦК партии и Советского правительства о немедленном подписании тягчайшего мира с Германией. По его мнению надо было во что бы то ни стало добиться мирной передышки для сохранения Советской власти (основные доводы: к весне 1918 года Советская Россия фактически не имела армии, трудящиеся массы устали от войны и требовали мира, хозяйство было подорвано войной, предполагаемая революция в Германии не началась). Ленин назвал авантюризмом попытки ставить в зависимость судьбу Октябрьской революции 1917 от возможной, но ещё только зреющей революции в Западной Европе. Он выразил твёрдую уверенность в том, что если мир будет завоёван, Советская Россия в конечном счёте победит.
По вопросу о войне и мире на съезде разгорелась борьба. В прениях выступило 18 делегатов. Бухарин защищал и обосновывал позицию «революционной войны» против Германии. Принятое большинством голосов ЦК партии решение о заключении мирного договора (7 против 6) он характеризовал как капитуляцию вовне и внутри и требовал аннулировать этот договор. Его поддержали «левые коммунисты» и ряд лидеров партии (Н. Н. Крестинский, М. С. Урицкий, А. А. Иоффе, А. С. Бубнов, Г. И. Ломов, Д. Б. Рязанов, В. В. Оболенский (Н. Осинский), Т. В. Сапронов и др.). Против Ленина выступил и Л. Д. Троцкий, отстаивая свой лозунг «ни войны, ни мира». Предложения «левых коммунистов» и Троцкого были отклонены съездом; ленинская резолюция о войне и мире принята поименным голосованием 30 голосами против 12, при 4 воздержавшихся.
Тем не менее, после дискуссии была также принята резолюция Г. Е. Зиновьева, в которой выразили благодарность Л. Д. Троцкому и советской делегации на мирных переговорах «за ее громадную работу в деле разоблачения германских империалистов, в деле вовлечения рабочих всех стран в борьбу против империалистических правительств».
Съезд рассмотрел вопрос о пересмотре программы и названия партии. Первая программа, принятая на II съезде РСДРП в 1903 году, нацеливавшая партию на совершение буржуазно-демократической и социалистической революций, была выполнена. Необходимо было выработать новую — на период построения социализма. Съезд избрал комиссию, которой поручил подготовить программу, положив в основу указания съезда. В состав комиссии вошли В. И. Ленин, Л. Д. Троцкий, Н. И. Бухарин, Г. Е. Зиновьев, Г. Я. Сокольников, И. В. Сталин, В. М. Смирнов (кандидатами в члены комиссии были избраны К. Б. Радек и В. В. Оболенский (Н. Осинский)).
Что же касается названия партии, то ни на VII (Апрельской) Всероссийской конференции РСДРП(б) 1917 года, ни на VI съезде партии (июль — август 1917) вопрос об изменении названия партии не рассматривался. VII съезд партии Я. М. Свердлов открыл словами: «По поручению ЦК РСДРП объявляю заседание VII съезда партии открытым», то есть на момент начала съезда официальным сокращённым названием партии было «РСДРП» (в стенограмме VII съезда и текстах его документов аббревиатура РСДРП(б) не встречается; она используется только в текстах более позднего происхождения, в том числе в заголовках документов съезда, данных им впоследствии). В принятой 8 марта 1918 г. резолюции «Об изменении названия партии…» сказано: «Съезд постановляет именовать впредь нашу партию (Российскую социал-демократическую рабочую партию большевиков) Российской коммунистической партией с добавлением в скобках 'большевиков'». Таким образом, до VII съезда большевистская партия полностью официально называлась «Российской социал-демократической рабочей партией большевиков» (сокращённо РСДРП(б)), а после него — «Российской коммунистической партией (большевиков)», сокращённо РКП(б). Повсеместно используемая аббревиатура «РСДРП(б)» возникла позже и носила полуофициальный характер.

## ЦК
Съезд избрал Центральный комитет партии в составе (по числу поданных голосов):
| Члены ЦК 1. Ленин (Ульянов) Владимир Ильич 2. Троцкий Лев Давидович 3. Свердлов Яков Михайлович 4. Зиновьев Григорий Евсеевич 5. Бухарин Николай Иванович 6. Сталин Иосиф Виссарионович 7. Сокольников Григорий Яковлевич 8. Крестинский Николай Николаевич 9. Смилга Ивар Тенисович 10. Стасова Елена Дмитриевна 11. Лашевич Михаил Михайлович 12. Шмидт Василий Владимирович 13. Дзержинский Феликс Эдмундович 14. Владимирский Михаил Фёдорович 15. Артём (Сергеев Фёдор Андреевич) | Кандидаты в члены 1. Иоффе Адольф Абрамович 2. Киселёв Алексей Семёнович 3. Берзин Ян Антонович 4. Урицкий Моисей Соломонович 5. Стучка Пётр Иванович 6. Петровский Григорий Иванович 7. Ломов (Оппоков) Георгий Ипполитович 8. Шляпников Александр Гаврилович |

## Делегаты
- Список делегатов VII съезда РКП(б)